# Aerodramus vanikorensis
Aerodramus vanikorensis е вид птица от семейство Бързолетови (Apodidae). Видът е незастрашен от изчезване.

## Разпространение
Разпространен е в Индонезия, Папуа-Нова Гвинея, Филипини, Соломоновите острови и Вануату.